# La donna sempre al suo peggior s'appiglia
La donna sempre al suo peggior s'appiglia és una òpera en tres actes composta per Domenico Cimarosa sobre un llibret italià de Giuseppe Palomba. S'estrenà al Teatro Nuovo de Nàpols el 1785.